# Quand on n'a que l'amour
Quand on n'a que l'amour är en sång på franska av den belgiske sångaren Jacques Brel, som skrevs och spelades in 1956. Den kännetecknas av vad som brukar kallas för ett brelskt crescendo, där både texten och musiken blir allt mer dramatiskt ju längre låten går. Sången innebar Brels stora framgång.
Kraften i texten ligger huvudsakligen i apodosen i slutet av varje versrad, det vill säga i en huvudsats som följer en rad av underordnade konditionala satser:
| "Quand on n'a que l'amour A s'offrir en partage Au jour du grand voyage Qu'est notre grand amour" | "När man bara har kärlek Att dela vid avfärd På dagen av den stora resan Är det vår stora kärlek" |